# Wesela nie będzie
Wesela nie będzie – polski film psychologiczny z 1978 roku w reżyserii Waldemara Podgórskiego, zrealizowany na podstawie opowiadania Ryszarda Binkowskiego Latoś wesel nie będzie. Zdjęcia kręcono w Łodzi.

## Obsada
- Krzysztof Stroiński − Wojtek Bukowski
- Anna Dymna − Małgosia
- Małgorzata Potocka − Maryla
- Władysława Skwarska − matka Wojtka
- Józef Łodyński − ojciec Wojtka
- Leon Niemczyk − ordynator
- Alicja Sobieraj − matka Romana
- Jerzy Staszewski − dziadek Romana
- Emilian Kamiński − Grzegorz, kolega Wojtka ze wsi
- Wiesław Dymny − Karolek
- Marek Włodarczyk − Antek
- Leon Charewicz − Józek, kolega Wojtka ze wsi
- Andrzej Szopa − Edzio, kolega Wojtka ze wsi
- Dorota Stalińska − Krystyna, koleżanka Małgosi
- Mirosław Henke − Roman, kolega Wojtka ze wsi
- Diana Stein − Basia
- Jacek Zejdler − pacjent w szpitalu